# Польско-бранденбургская граница
Польско-бранденбургская граница — государственная граница между Бранденбургом и Речью Посполитой, существовавшая в 1249—1701 годах.

## История
Граница между двумя государствами появилась во времена феодальной раздробленности Польши, когда Бранденбург завладел любушской землёй в 1249—1252 годах.
В 1320 году граница начиналась от точки пересечения границ Силезии (Глогувское княжество), Великопольши и Бранденбурга (западнее Каргова) и шла в северном направлении западнее Мендзыжеча и Сквежины. По достижению Варты продолжалась в северо-восточном направлении, сначала прямо до Нотеца, южнее Сантока и Дженя, затем в соответствии с изгибами Нотеца от Веленя до Уйсця. Затем граница шла в северном направлении долиной Гвды и севернее Злотува заканчивалась на пересечении границ Польши, Бранденбурга и Померании (Вологоское княжество).
После присоединения к Польше валецкого повята в 1368 году и вассализации Сантока (1365—1370), граница отодвинулась на запад, распавшись на два участка, разделённые территорией Померании. Она шла от точки пересечения границ Силезии, Польши и Бранденбурга в северном направлении западнее Мендзыжеча, Сквежины и Сантока до точки пересечения границ Польши, Бранденбурга и Щецинского княжества в окрестностях Барлинека. Второй участок польско-бранденбургской границы (с Новой Маркой) шёл в восточном направлении до достижения Дравы, затем в северном до точки пересечения границ Польши, Бранденбурга (Новой Марки) и Померании на северо-запад от Драгима.
После отдачи Новой Марки в заклад Тевтонскому ордену в 1402 году, граница сократилась до участка от границы с Силезией до пересечения границ Бранденбурга, Новой Марки и Польши южнее Сантока.
В 1466 году, после возвращения Новой Марки в состав Бранденбурга, восстановлена была граница существовавшая до 1402 года, с оставлением Сантока в границах Бранденбурга.
В 1648 году, на основании Вестфальского трактата, Бранденбург занял Померанию, увеличив границу с Польшей присоединением к ней бывшей границы Польши со Слупским княжеством, доведя её до Балтийского моря в окрестностях Лебы.
В 1657 году к Бранденбургу присоединены Бытув и Лемборк, а в 1668 году Драгим.
В 1618 году маркграфы Бранденбурга приняли у Пруссии вассальную присягу.
На основании велявско-быгдощских трактатов в 1657 году, вассальное Польше Прусское княжество получило суверенитет и польско-бранденбургская граница увеличилась за счёт бывшей границы коронных земель Польши с вассальным княжеством.
Граница перестала существовать в 1701 году, когда бранденбургский курфюрст Фридрих короновался королём Пруссии, а Бранденбург стал провинцией нового королевства.